# Amii Stewart
Amy "Amii" Paulette Stewart, född 29 januari 1956, är en amerikansk discosångerska.
Stewart slog igenom 1979 med en cover på Eddie Floyds låt "Knock on Wood". Den blev listetta på Billboard Hot 100 och tog sig till sjätte plats i Storbritannien; dessutom nominerades låten till Grammy för bästa R&B-insjungning. Hon fick också viss framgång med en cover på The Doors "Light My Fire" samma år.
1985 gav hon ut remixer på dessa två låtar. Den singeln tog sig till sjunde plats i Storbritannien.

## Diskografi

### Studioalbum
- Knock on Wood (1979)
- Paradise Bird (1979)
- Images (1981, endast Europa)
- I'm Gonna Get Your Love (1981, endast USA)
- Amii Stewart (1983)
- Try Love (1984)
- Amii (1986)
- Time For Fantasy (1988)
- Pearls – Amii Stewart Sings Ennio Morricone (1990)
- Magic (1992)
- Lady To Ladies (1994)
- The Men I Love (1995)
- Love Affair (1996)
- Unstoppable (1999)
- Lady Day (2004)
- Caracciolo Street – Amii Stewart (2010)
- Intense (2012)

### Samlingsalbum
- The Best of Amii Stewart (1985)
- The Hits (1985, remixalbum)
- All Of Me (1995)
- Knock on Wood – The Best of Amii Stewart (1996)
- The Greatest Hits (2005)
- 17 Golden Hits (2010)

### Singlar
- "Knock On Wood" (1979)
- "Light My Fire (137 Disco Heaven)" (1979)
- "Jealousy" (1979)
- "The Letter / Paradise Bird" (1980)
- "My Guy – My Girl" (med Johnny Bristol, 1980)
- "Rocky Woman" (1981)
- "Grazie Perchè" (med Gianni Morandi, cover på Bob Segers "We've Got Tonight", (1984)
- "Friends" (med Mike Francis, 1984)
- "I Gotta Have You Back" (1984)
- "That Loving Feeling" (1985)
- "Together" (med Mike Francis, 1985)
- "Knock on Wood" / "Light My Fire" (remixer, 1985)
- "You Really Touch My Heart" (1985)
- "My Guy – My Girl" (med Deon Estus, 1986)
- "Love Ain't No Toy'" (1986)
- "Time Is Tight" (1986)
- "It's Fantasy" (1988)
- "Don't Be So Shy" (1992)
- "Ordinary People" (2012)
- "Sunshine Girl" (med Gabry Ponte, 2013)